# Cléomène Ier
Pour les articles homonymes, voir Cléomène.
 (novembre 2018).
Si vous disposez d'ouvrages ou d'articles de référence ou si vous connaissez des sites web de qualité traitant du thème abordé ici, merci de compléter l'article en donnant les références utiles à sa vérifiabilité et en les liant à la section « Notes et références ».
Cléomène Ier (en grec ancien Κλεομένης / Kleoménês) est l'un des deux rois de Sparte, qui règne de 520 av. J.-C. jusqu'à sa mort en 488 av. J.-C.. Seizième représentant de la famille des Agiades à cette fonction, il règne conjointement avec Démarate, représentant de la famille des Eurypontides.
Premier fils d'Anaxandridas II, il lui succède et mène ensuite une politique sans scrupules qui déplait à ses pairs, ce qui l'entraîne finalement en prison, où il meurt dans d'étranges circonstances. Léonidas Ier lui succède alors. Ce dernier épouse d'ailleurs la fille de Cléomène Ier, la célèbre Gorgô.

## Biographie

### Accession au trône chahutée
Étant issu du second mariage d'Anaxandridas II, son accession au trône n'est pas sans difficultés. Cléomène Ier est né de la seconde épouse d'Anaxandridas II mais a pour demi-frères Dorieus, Léonidas Ier et Cléombrote, nés après lui de la première épouse, qui revendiquent à ce titre leur légitimité. Selon Hérodote, Dorieus a davantage de mérites, mais les Spartiates préfèrent respecter la règle (νόμος) et nommer roi l'aîné, Cléomène.

### Une politique controversée
Fidèle à la tradition spartiate, Cléomène Ier, des Agiades, gouverne conjointement avec un représentant de la famille des Eurypontides, d'abord Ariston, ensuite Démarate. Ce dernier freine souvent les élans de Cléomène Ier dans sa politique extérieure aventureuse. En effet, Cléomène Ier croit en la supériorité de Sparte et montre, en outre, de l'intérêt pour le monde en dehors des frontières du Péloponnèse. Cet intérêt le fait passer pour un fou aux yeux de ses contemporains spartiates, lesquels, plus conservateurs, ont tendance à se replier sur le Péloponnèse.

### Interventions à Athènes
Hippias, de la famille des Pisistratides, au pouvoir à Athènes depuis -527, pousse la famille des Alcméonides, emmenée par Clisthène, à l'exil. Vers -511, ce dernier vient demander l'aide de Sparte pour renverser le tyran. Pour ce faire, il corrompt l'oracle de Delphes, afin que celui-ci conseille à Cléomène Ier de lui prêter main-forte.
La première attaque contre Athènes est un échec. Cléomène Ier mène alors personnellement la seconde attaque et parvient à refouler Hippias et ses partisans sur l'Acropole. Il n'est cependant pas en mesure de le forcer à la reddition. Finalement, il contraint Hippias à abandonner la ville en -510, en menaçant d'exécuter les membres de sa famille pris en otage.
De cette façon, Cléomène Ier permet aux Alcméonides de revenir à Athènes. Pourtant, lorsque le démocrate Clisthène lutte contre l'aristocrate Isagoras pour le pouvoir, Cléomène Ier, qui est informé de la corruption de l'oracle de Delphes, marche à nouveau sur Athènes, en -507, pour soutenir Isagoras et pousser Clisthène et les Alcméonides à l'exil une seconde fois. Cependant les citoyens d'Athènes poussent Cléomène Ier à quitter la ville.
L'année suivante, en -506, il réunit de nouveau une armée dans le but d'établir Isagoras comme tyran d'Athènes. Mais il est pris au piège sur l'Acropole pendant deux jours, en compagnie d'Isagoras, par les partisans de Clisthène. Le troisième jour, après une trêve, Cléomène Ier et Isagoras sont libres de quitter Athènes, permettant ainsi à Clisthène de revenir dans la cité et de prendre le pouvoir.

### Révolte ionienne
En -499, Aristagoras, le tyran de Milet, débarque à Sparte afin de demander le soutien de Cléomène Ier à la révolte ionienne contre la Perse. Aristagoras lui promet une conquête facile de la Perse et de ses richesses, mais ne parvient pas à convaincre Cléomène Ier.
Cependant, lorsque les Perses commencent à envahir la Grèce, après avoir maté la révolte des ioniens en -494, de nombreuses cité-états, dont Égine, se soumettent, craignant une perte des échanges commerciaux. En -491, Cléomène Ier tente alors d'anéantir les principaux alliés des Perses d'Égine, mais il fait face à une résistance tenace des habitants qui refusent de coopérer, de plus, Démarate tente, une nouvelle fois, de ralentir ses efforts. Cléomène Ier s'arrange alors pour corrompre l'oracle de Delphes et ainsi renverser Démarate de son pouvoir. Le remplaçant de Démarate, Léotychidas II, se montre plus conciliant envers Cléomène Ier, ensemble ils capturent d'ailleurs les alliés Perses d'Égine.

### Fin de règne misérable
Aux alentours de -490, Cléomène Ier est contraint à l'exil quand son complot contre Démarate est dévoilé, mais il est rapidement autorisé à revenir à Sparte lorsque ses pairs s'aperçoivent qu'il rassemble une armée dans les territoires avoisinants. Toutefois, à son retour, il est considéré comme fou et envoyé en prison par ses demi-frères, Léonidas Ier et Cléombrote. Cléomène Ier est retrouvé mort en prison. La raison officielle est qu'il se serait donné la mort, néanmoins, les historiens modernes semblent remettre en doute cette affirmation.